# Guadarramasoma ramosae
Genre
Espèce
Guadarramasoma ramosae, unique représentant du genre Guadarramasoma,  est une espèce de mille-pattes diplopodes de la famille des Haplobainosomatidae

## Distribution
Cette espèce est endémique d'Espagne. Elle se rencontre dans le parc national de la Sierra de Guadarrama.

## Étymologie
Cette espèce est nommée en l'honneur de Marian Ramos.

## Publication originale
- Gilgado, Ledesma, Enghoff, Mauriès & Ortuño, 2017 : A new genus and species of Haplobainosomatidae (Diplopoda: Chordeumatida) from the MSS of the Sierra de Guadarrama National Park, central Spain. Zootaxa, no 4347(3), p. 492–510.